# Nassau (Frauenstein)
Nassau ist ein Ortsteil der sächsischen Stadt Frauenstein im Landkreis Mittelsachsen. Er wurde am 1. März 1994 eingemeindet.

## Geografie

### Lage
Nassau ist eines der längsten Waldhufendörfer Sachsens und liegt etwa 4 Kilometer südlich von Frauenstein im Osterzgebirge. Der Ort liegt in einem Seitental der oberen Freiberger Mulde.

### Nachbarorte
| Dittersbach  | Frauenstein                                 |           |
| Dorfchemnitz | Kompassrose, die auf Nachbargemeinden zeigt | Hermsdorf |
| Clausnitz    | Bienenmühle                                 | Holzhau   |

## Geschichte

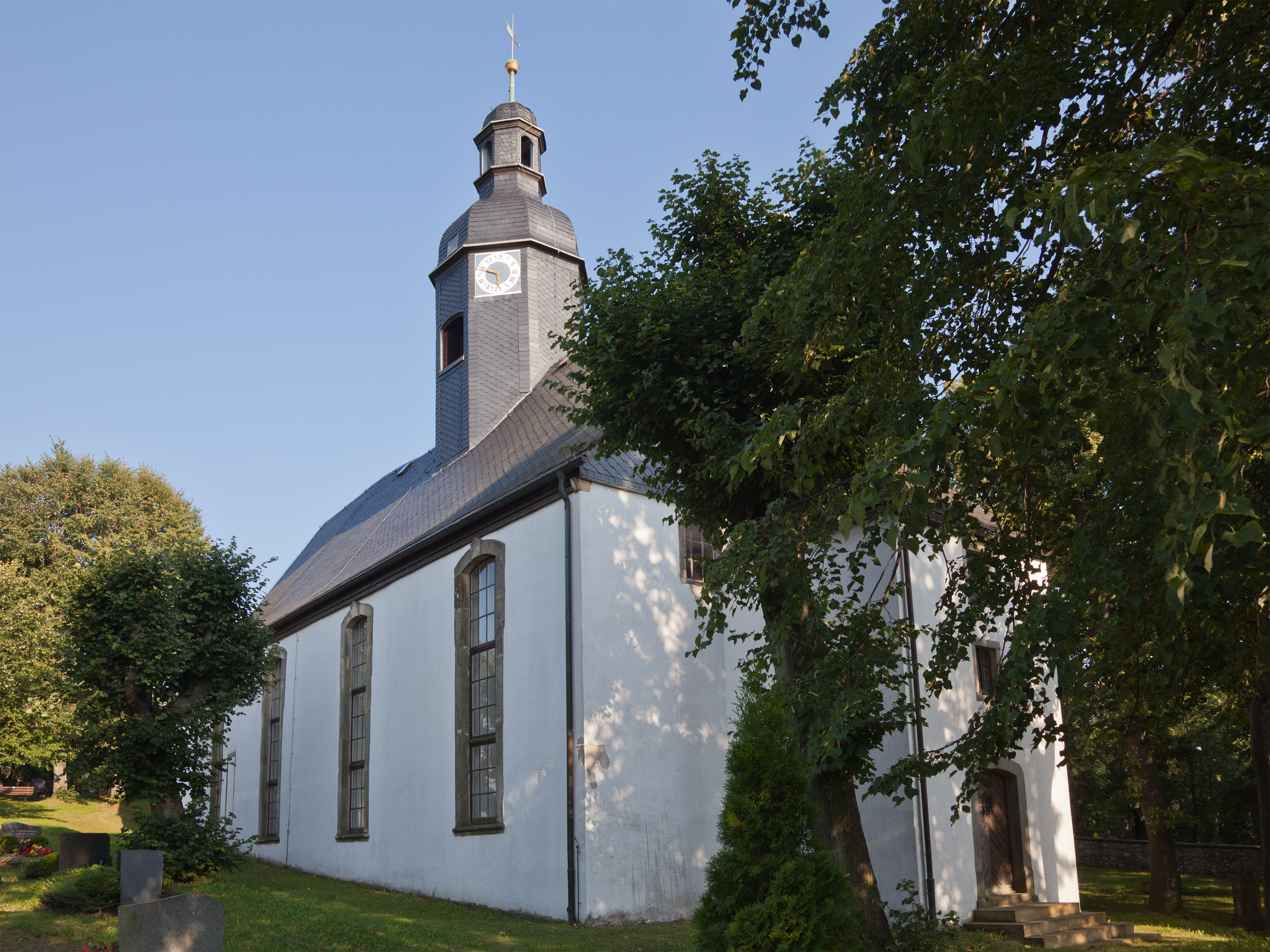
Kirche

Die erste belegte Ortsnamenform datiert von 1449 als Nassaw. 1551 übte die Grundherrschaft das Rittergut Frauenstein aus. In die Kirche waren 1555 Rechenberg und Holzhau, ab 1752 auch Grünschönberg eingepfarrt. Im Jahr 1647 war der Ort auf Waldhufenflur mit seinem Ortsteil Bienenmühle zum Amt Frauenstein gehörig. Der Ortsteil Bienenmühle wurde von 1858 Rechenberg zugeordnet und bildet seitdem den Frauensteiner Nachbarort Rechenberg-Bienenmühle. Von 1856 bis 1875 war Nassau zum Gerichtsamt Frauenstein gehörig, danach zur Amtshauptmannschaft Dippoldiswalde. Im Jahr 1900 betrug die Gesamtfläche der Ortsgemarkung 2.157 Hektar. An das Elektrizitätsnetz wurde Nassau 1914 angeschlossen.
Für die Opfer des Ersten Weltkrieges wurde 1921 ein Denkmal an der Kirche errichtet. Von 1.353 Einwohnern 1925 waren 1349 Menschen evangelisch-lutherisch und drei römisch-katholisch sowie einer konfessionslos. Im Jahre 1929 wurde ein Gemeindeamt errichtet, ein neues Schulgebäude folgte 1937. Dieser Bau löste die drei bisherigen Schulgebäude im Ort ab. Im Zuge der DDR-Kreisreform 1952 wurde Nassau dem Kreis Brand-Erbisdorf zugeordnet, der nach der Wende als Landkreis Brand-Erbisdorf weiterexistierte und am 1. August 1994 in den Landkreis Freiberg überging.
Am 1. März 1994 wurde Nassau nach Frauenstein eingemeindet.

### Einwohnerentwicklung
| Jahr   | Einwohnerzahl                                        |
| ------ | ---------------------------------------------------- |
| 1551   | 54 besessene Mann, 163 Inwohner                      |
| 1764   | 70 besessene Mann, 7 Gärtner, 46 Häusler, 63 ¼ Hufen |
| 1834 1 | 1179                                                 |
| 1871   | 1396                                                 |
| 1890   | 1417                                                 |

| Jahr | Einwohnerzahl |
| ---- | ------------- |
| 1910 | 1418          |
| 1925 | 1353          |
| 1939 | 1440          |
| 1946 | 1884          |
| 1950 | 1763          |

| Jahr | Einwohnerzahl |
| ---- | ------------- |
| 1964 | 1401          |
| 1990 | 1142          |
| 1993 | 1099          |

### Ortsnamenformen
Nach der Ersterwähnung als Nassaw 1449 werden auch die Namensvarianten zcu der Nasse im Jahr 1463, Nassa im Jahr 1512 und zur Naßau im Jahr 1695 genannt. Die heute gültige Bezeichnung wird erstmals 1875 erwähnt. Der Name bezeichnet eine Siedlung in einer nassen Aue.

## Verkehr

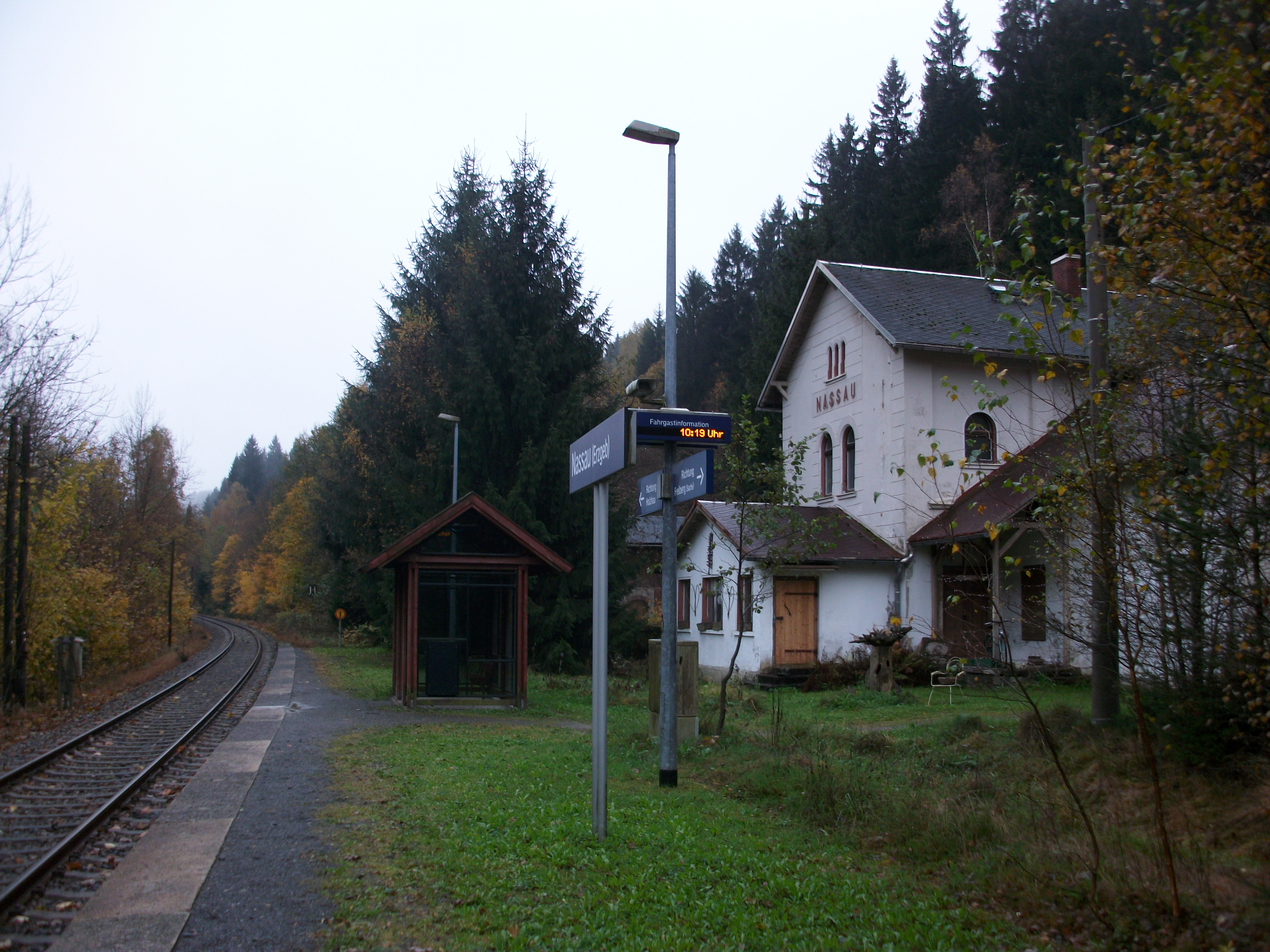
Haltepunkt Nassau (Erzgeb) (2016)

Durch Nassau führt die Kreisstraße 7738, welche im östlichen Ortsende an der Bundesstraße 171 Schmiedeberg–Wolkenstein beginnt und zur Staatsstraße 208 Naundorf–Bienenmühle am westlichen Ortsende führt. Dort beginnt zudem die S 209 nach Weißenborn.
Nassau besitzt einen Haltepunkt an der Bahnstrecke Freiberg–Holzhau, die von der Freiberger Eisenbahn betrieben wird.

## Sehenswürdigkeiten
- Dorfkirche Nassau, mit der letzten fertig gefassten Orgel von Gottfried Silbermann
- Historischer Ortskern
- Steigerdenkmal
- Aussichtspunkt Röthenhübel

## Sport
- Seit 1993 wird meist jährlich ein 2 tägiges Schlittenhunderennen im Skigebiet Nassau ausgetragen.[6]